# Селезнёв, Пётр Иванович
Пётр Ива́нович Селезнёв (15 мая 1920, Велижский уезд, Витебская губерния — 19 июля 1985, Москва) — советский лётчик разведывательной авиации ВВС Военно-Морского флота во время Великой Отечественной войны. Герой Советского Союза (22.07.1944). Подполковник (21.07.1954).

## Биография
Родился 15 мая 1920 года в деревне Мышково Велижского уезда. По окончании Козловской начальной и Городищенской семилетней школ в 1936 году поступил на строительное отделение Ленинградского железнодорожного техникума имени Ф. Э. Дзержинского, где окончил два курса.
В ноябре 1938 года был призван в Красную Армию и направлен на учёбу в Мелитопольское военное авиационное училище, которое окончил с отличием в 1940 году. После окончания училища служил в строевых частях ВВС.
Участник Великой Отечественной войны с первых её дней в составе 130-го скоростного бомбардировочного авиаполка. В начале июля 1941 года переведён в 121-й ближнебомбардировочный авиационный полк, воевал на Западном, Волховском и Ленинградском фронтах, в качестве лётчика-наблюдателя.
В сентябре 1942 года переведён в ВВС Северного флота. Был зачислен штурманом звена в 28-ю отдельную разведывательную авиационную эскадрилью,затем повышен в должности до штурмана этой эскадрильи. С января 1943 года воевал штурманом эскадрильи 118-го отдельного разведывательного авиаполка ВВС Северного флота. Летал на ближнюю и дальнюю разведку, на бомбёжки и штурмовку, осуществлял барражи над конвоями и сопровождение бомбардировщиков. В результате его разведывательных полётов обнаружено 658 кораблей противника. Был штурманом у капитанов Р. М. Суворова и М. К. Вербицкого, ставших Героями Советского Союза. Произвёл маршрутно-площадочную аэрофотосъёмку более 2 000 квадратных километров территории, в том числе баз, укреплённых районов и аэродромов противника. Выполнил 5 боевых вылетов на заброску разведчиков в глубокий тыл врага.
Штурман эскадрильи 118-го отдельного разведывательного авиационного полка Военно-воздушных сил Северного флота капитан Селезнёв П. И. к июлю 1944 года выполнил 173 боевых вылета. Участвовал в 11 воздушных боях, сбил лично 1 и в группе 2 вражеских самолёта. По его разведывательным данным североморской авиацией потоплено 20 транспортов и 35 боевых кораблей охранения противника. Бомбовыми ударами уничтожил 200 железнодорожных вагонов, 4 артиллерийские батареи, 12 дотов и дзотов, 30 автомашин и склад боеприпасов.
Указом Президиума Верховного Совета СССР от 22 июля 1944 года за мужество и героизм, проявленные в боях с немецко-фашистскими захватчиками, капитану Селезнёву Петру Ивановичу присвоено звание Героя Советского Союза с вручением ордена Ленина и медали «Золотая Звезда».
Окончил войну в должности офицера по разведчасти управления 118-го отдельного разведывательного авиаполка ВВС Северного флота. К Победе выполнил около 200 боевых вылетов.
По окончании войны П. И. Селезнёв продолжил службу в Вооружённых Силах СССР. В декабре 1945 года его направили учиться и в 1947 году он окончил Высшие офицерские курсы авиации ВМС. С ноября 1947 по сентябрь 1949 года служил в ВВС Черноморского флота. В 1953 году окончил Военно-воздушную академию, направлен на дальнейшую службы начальником отделения в издательство Гидрографического управления ВМС, затем был начальником отделения в Центральном картографическом производстве ВМФ СССР. В июне 1956 года подполковник П. И. Селезнёв уволен в запас.
Жил в Москве. Скончался 19 июля 1985 года. Похоронен на Щербинском Центральном кладбище.

## Награды
- Герой Советского Союза (22.07.1944)[7]
- Орден Ленина (22.07.1954)
- Два ордена Красного Знамени (2.09.1943, 16.03.1944)
- Орден Отечественной войны 1-й степени (11.03.1985)
- Два ордена Красной Звезды (6.04.1943, 26.10.1955)[8]
- Медаль «За боевые заслуги» (20.09.1949)
- Медаль «За оборону Советского Заполярья» (1944)
- Медаль «За оборону Ленинграда» (1942)
- Ряд других медалей СССР

## Память
Бюст П. И. Селезнёва в числе 6 лётчиков-североморцев, удостоенных звания Героя Советского Союза, установлен на Аллее героев-авиаторов, открытой 14 августа 1982 года на улице Панина в посёлке Сафоново-1 ЗАТО город Североморск Мурманской области.